# Matematikai logika
A matematikai logika a matematika egyik fejezete, a matematikai rendszereket, a matematikai bizonyításokat matematikai módszerekkel vizsgálja. A matematikai logika célja a helyes következtetési sémák, helyes definíciók vizsgálata, beleértve a matematikai logika által alkalmazott következtetési sémákat, szabályokat, definíciókat is.
A matematikai logika korábban a szimbolikus logika részét képezte, abból fejlődött ki azáltal, hogy a szimbolikus logika formális módszereit kezdte alkalmazni a matematikai következtetések és bizonyítások vizsgálatára.

## Története
Kezdetben a logikát a filozófia részének tekintették, azonban a tizenkilencedik század végén, „a szigorúság forradalma” korában az algebra és az analízis fejlődésével párhuzamosan a logika matematizálásának gondolata is megjelent. Az első matematikai logikai rendszereket George Boole, Schröder, Peirce és mások alkották meg. Ezek a korai rendszerek mind a szimbolikus logika képviselői voltak, elszakadván az „iskolás logika” mint nyelvi jelenség vizsgálatától; leginkább az algebra fogalmaival és rendszereivel rokonítható elméletek voltak.
Azonban a paradoxonok felfedezése a naiv halmazelméletben kiváltotta a struktúraosztályok további axiomatizálásának az igényét és ezzel párhuzamosan annak vizsgálatát, hogy mit tekinthetünk helyes definíciónak, illetve helyes következtetésnek. Ehhez a bizonyítások formalizálására volt szükség, illetve arra, hogy minden bizonyításról belássuk, megfelelnek egy adott formalizmusnak, leírhatók egy adott formális nyelven. A Boole-Schröder-formalizmus kevéssé volt alkalmas e célra, mivel elsősorban a zárt mondatok (nulladrendű formulák) kezelésére alkották meg.
A továbblépés feladatát, illetve ezen túlmenően az így formalizált állítások ellentmondásmentességének a bizonyítását számos matematikus (és filozófus) tűzte ki célul a századfordulón, így pl. Giuseppe Peano, Gottlob Frege, David Hilbert; 1910–1913 között Bertrand Russell és Whitehead a Hilbert által kitűzött célok többségét megvalósították, eltekintve az ellentmondásmentesség bizonyításától – nem sokkal később Gödel bebizonyította, hogy az ellentmondásmentesség bizonyítása az így létrehozott formalizmus keretein belül nem is lehetséges.